# Theresa Berkley
Theresa Berkley ou Berkeley (morte en septembre 1836) est une dominatrice anglaise du XIXe siècle dirigeant sur Hallam Street, juste à l'est de Portland Place dans le quartier de Marylebone à Londres, une maison close spécialisée dans la flagellation.
On lui attribue l'invention du « chevalet de Berkley », un instrument de BDSM . 

## Carrière de dominatrice

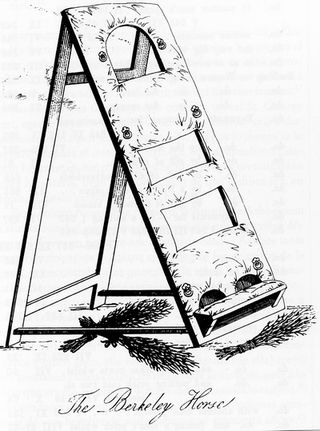
Le chevalet de Berkley.

Theresa Berkley tient une maison de passe de luxe au 28 Charlotte Street,,. Elle est « gouvernante », c’est-à-dire qu’elle se spécialise dans l'application de châtiments, fessées, flagellations, etc.. Ses talents ès instruments de torture et sa discrétion absolue lui assurent une carrière rapide et lucrative auprès de l'aristocratie et de la haute bourgeoisie de l'époque. 
Elle invente le Berkley Horse, une sorte de chevalet : cet appareil aurait assuré sa fortune en lui permettant de fouetter des hommes et des femmes de la haute société d'alors. À l'étage de son officine, elle fait installer un crochet et une poulie lui permettant de suspendre par les mains un homme au plafond.

Selon une source anonyme citée par Henry Spencer Ashbee:161 : 

« Ses instruments de torture étaient plus variés que ceux de toute autre gouvernante. Elle possédait un large stock de verges, qu'elle conservait dans l'eau pour qu'elles restent vertes et souples. Elle avait des martinets avec une douzaine de lanières, une dizaine de tailles différentes de chat à neuf queues, dont certains avec des aiguilles, divers sortes de cannes flexibles, de larges lanières de cuirs, des battoirs parfois renforcés de clous, et de rudes étrilles rendues calleuses par des années d'usage. Des branches de houx, des ajoncs, des tiges de ronce appelées « balai de boucher », etc. L'été, elle gardait dans des vases de Chine des orties vertes, renouvelées régulièrement, avec lesquelles elle vous ressuscitait un mort. Qui venait chez elle avec beaucoup d'argent pouvait être battu, fouetté, flagellé, percé d'aiguilles, à demi pendu, frotté avec du houx, brossé aux ajoncs, caressé par les ronces, agacé de piqûres, étrillé, bref torturé jusqu’à plus soif. »

Il ne subsiste pas de portrait de Theresa Berkley ; les descriptions évoquent une femme attirante, d'un fort tempérament. Un auteur dit d'elle : 

« Elle avait la qualité première d'une courtisane, la lubricité. Car si une femme n'est pas vraiment lubrique, elle ne peut guère le simuler longtemps et il apparait bien vite qu'elle ne bouge les mains ou les fesses qu'au son des livres, des shillings et des pence. »

Elle accepte parfois de se soumettre à certains clients, pour autant que ceux-ci soient disposés à en payer le prix. Quand leurs exigences deviennent trop grandes, elle employé plusieurs femmes à cet effet,:161.
Sa renommée est telle qu'on lui attribue, probablement à tort, un roman pornographique contemporain, Exhibition of Female Flagellants.

## Postérité
Peu de temps après sa mort en 1836, son frère, missionnaire depuis 30 ans en Australie, arrive en Angleterre. Après avoir appris de quel commerce elle a tiré la propriété qu'elle lui lègue, il y renonce et retourne en Australie. Son auxiliaire médical et exécuteur testamentaire, le docteur Vance, refuse à son tour d'administrer le domaine, évalué à 100 000 £, qui revient finalement à la Couronne.
Ce docteur Vance aurait été en possession de sa correspondance, plusieurs boîtes contenant des lettres de la plus haute aristocratie, tant masculine que féminine, du pays. Ces lettres, si scandaleuses qu’on a prétendu qu’entre de mauvaises mains, elles auraient pu menacer le tissu même de la société, ont finalement été détruites. Ses mémoires, car elle avait gardé tous ses documents, paraissent avoir subi le même sort. Ces papiers autobiographiques, également désignés sous le nom de Berkley Papers et cités dans plusieurs sources historiques, et dont la publication, sans les noms cités, sous le titre annoncé de The Autobiography of the late Theresa Berkley, of Charlotte St, Portland Place, containing anecdotes of the present Nobility, and others, devoted to erotic pleasures, with numerous plates, était impatiemment attendue, n’ont jamais vu le jour.